# Gražbylė
Gražbylė ist ein litauischer weiblicher Vorname, abgeleitet vom  gražus (dt. schön). Die männliche Form ist Gražbylius. 

## Personen
- Gražbylė Venclauskaitė (1912–2017), Juristin